# Gmina Tuchów
Die Gmina Tuchów ist eine Stadt-und-Land-Gemeinde im Powiat Tarnowski der Woiwodschaft Kleinpolen in Polen. Ihr Sitz ist die gleichnamige Stadt mit etwa 6700 Einwohnern.

## Gemeindepartnerschaften
- Saint-Jean-de-Braye, Frankreich

## Gliederung
Zur Stadt-und-Land-Gemeinde (gmina miejsko-wiejska) gehören neben der Stadt Tuchów folgende 13 Dörfer mit Schulzenämtern:
Buchcice
Burzyn
Dąbrówka Tuchowska
Jodłówka Tuchowska
Karwodrza
Lubaszowa
Łowczów
Meszna Opacka
Piotrkowice
Siedliska
Siedliska-Kozłówek
Trzemesna
Zabłędza